# Slatenik
Slatenik – wieś w Słowenii, w gminie Pesnica. W 2018 roku liczyła 52 mieszkańców.